# 宍戸充
宍戸 充（ししど みつる）は、日本の弁護士、元検察官、元裁判官。横浜国立大学卒業。日本大学大学院法務研究科教授、西村あさひ法律事務所顧問（カウンセル）。知的財産法を専門とする。

## 経歴
- 1969年 横浜国立大学工学部機械工学科卒業
- 1969年 - 1972年 大手メーカー企業勤務
- 1972年 - 1973年 特許事務所勤務
- 1979年4月 - 1981年 司法修習（33期）
- 1981年4月 - 1982年3月 東京地方検察庁検事
- 1982年3月 - 1984年3月 大分地方検察庁検事
- 1984年3月 - 1986年3月 長崎地方検察庁検事（厳原支部長）
- 1988年3月 - 1990年3月 東京地方裁判所検事
- 1990年4月 - 1994年3月 東京地方裁判所（特許部）判事、東京簡易裁判所判事
- 1994年4月 - 1998年3月 山形地方・家庭裁判所判事（新庄支部長）
- 1998年4月 - 2002年3月 東京高等裁判所（知的財産部）判事
- 2002年4月 - 2005年3月 福島地方・家庭裁判所判事（郡山支部長）、郡山簡易裁判所判事（司法行政事務掌理）
- 2005年4月 - 2008年3月 東京高等裁判所（知的財産高等裁判所）判事
- 2008年 依願退官。弁護士登録（東京弁護士会）
- 2008年4月 -  日本大学大学院法務研究科教授、西村あさひ法律事務所顧問（カウンセル）